# Pentachord
Ein Pentachord (von griechisch penta „fünf“, chordé „Saite“) ist ein „Tonwerkzeug“ mit fünf Saiten, vor allem aber ein fünfstufiger Ausschnitt aus einer siebenstufigen diatonischen Tonleiter. So spricht man vom Dur-Pentachord (den ersten fünf Stufen der Durtonleiter) und vom Moll-Pentachord (den ersten fünf Stufen der Molltonleiter). In der modernen mathematischen Musiktheorie steht das Wort Pentachord für fünfgliedrige sets (Zusammenstellungen) von pitch classes (Tonhöhenklassen).

## Das diatonische Pentachord
Der Musikwissenschaftler Willi Apel weist darauf hin, dass das Pentachord nicht nur systematisch, sondern auch historisch eine Zwischenstellung zwischen dem altgriechischen Tetrachord und dem guidonischen Hexachord einnimmt – als pentachordum spielt es eine zentrale Rolle in der frühmittelalterlichen Lehrschrift Musica enchiriadis.
In der Themen- und Motivbildung der abendländischen Musik ist eine häufige Verwendung des Pentachords zu verzeichnen (siehe Johann Sebastian Bach, Thema der Fuge c-Moll im Wohltemperierten Klavier Teil II). Ebenso charakteristisch ist das knappe Überschreiten des Pentachords nach oben, nach unten oder in beide Richtungen (siehe Johann Sebastian Bach, Thema der Fuge g-Moll im Wohltemperierten Klavier Teil I). Auch viele Kinderlieder beschränken sich auf den Tonvorrat des Pentachords (etwa Hänschen klein und Summ, summ, summ) oder überschreiten diesen knapp. Die besondere Bedeutung des Pentachords in der Klavierpädagogik erklärt sich aus dem Bau der menschlichen Hand mit ihren fünf Fingern.
Das Wort Pentatonik bezeichnet etwas anderes: keine fünfstufigen Teilbereiche siebenstufiger Leitern, sondern Leitern, die insgesamt fünfstufig sind.

## Das Pentachord in derpitch-class theory
In der pitch-class theory nach Allen Forte werden kompositionsrelevante sets (Zusammenstellungen) von pitch classes (Tonhöhenklassen) als Tetrachorde, Pentachorde, Hexachorde etc. bezeichnet. Die pitch-class theory dient vor allem der Analyse von Stücken der freien Tonalität und freien Atonalität, findet aber auch Anwendung auf dem Gebiet der seriellen Musik. So wurden die Klavierstücke II und III von Karlheinz Stockhausen auf Pentachorde hin untersucht.